# آدرین فازان
آدرین فازان (انگلیسی: Adrienne Fazan زاده ۹ مهٔ ۱۹۰۶ – درگذشته ۲۳ اوت ۱۹۸۶) یک تدوین‌گر فیلم اهل ایالات متحده آمریکا بود.

## جوایز
- جایزه اسکار بهترین تدوین فیلم (۱۹۵۸)
- نامزد جایزه اسکار بهترین تدوین فیلم (۱۹۵۱)

## بخشی از فیلم‌شناسی
- قلب رازگو (۱۹۴۱)
- بین دو زن (۱۹۴۴)
- لنگرها را بکشید (۱۹۴۵)
- نانسی به ریو می‌رود (۱۹۵۰)
- یک آمریکایی در پاریس (۱۹۵۱)
- آواز در باران (۱۹۵۲)
- من ملوین را دوست دارم (۱۹۵۳)
- ژی‌ژی (۱۹۵۸)
- بعضی دوان‌دوان آمدند (۱۹۵۹)
- جایزه (۱۹۶۳)
- کمدین (۱۹۶۹)
- به آب نزدیک نشو (۱۹۷۵)